# Саккак (культура)
Саккак (гренл. Saqqaq) — одна з давніх палеоескімоських культур Гренландії, що існувала приблизно 2500 р — 800 р до Р.Х.. Назва культури походить від однойменного селища, поблизу якого знаходилися початкові археологічні розкопки.
Культура Саккак є найдавнішою з відомих науці культур південної Гренландії. Саккак існував одночасно з північногренландською культурою Індепенденс I. Після занепаду Саккак у південній Гренландії розвивається рання культура Дорсет. Точний час зникнення Саккак у західній частині острова і освоєння відповідних територій культурою Дорсет на 2010-і не відомо.
Культура Саккак зазнала два етапи розвитку, основна відмінність яких полягає в тому, що нова фаза прийняла використання пісковику. Молодша фаза культури Саккака збігається з найстарішою фазою культури Дорсет.
Представники культури Саккак жили полюванням на різних морських птахів і тварин.
Багато знахідок цієї культури були знайдені, головним чином шкіра, кістка, дерево, халцедон, агат і кварц, і руїни будинку. Проте їхня мова та похоронні звичаї невідомі.
Люди культури Саккака використовували силікатний шифер, агат, кварцит і кристали скель як матеріали для своїх інструментів. 

## Археологічні та генетичні дослідження
Виявлені у західній Гренландії (острів Діско) рештки представника культури Саккак дали можливість перевірити родинні зв'язки зниклого народу. Аналіз ДНК чоловіка зі стоянки Кекертарсуак (гренл. Qeqertasussuk), якому дослідники дали ім'я Інук, показав, що люди культури Саккак не були генетично споріднені з жодною етнічною групою що нині проживає на острові, а є далекими родичами чукчів і коряків, які проживають у північно-східному Сибіру.. У нього була виявлена Y-хромосомна гаплогрупа Q1a та мітохондріальна гаплогрупа D.